# Gesundheit in Nordkorea

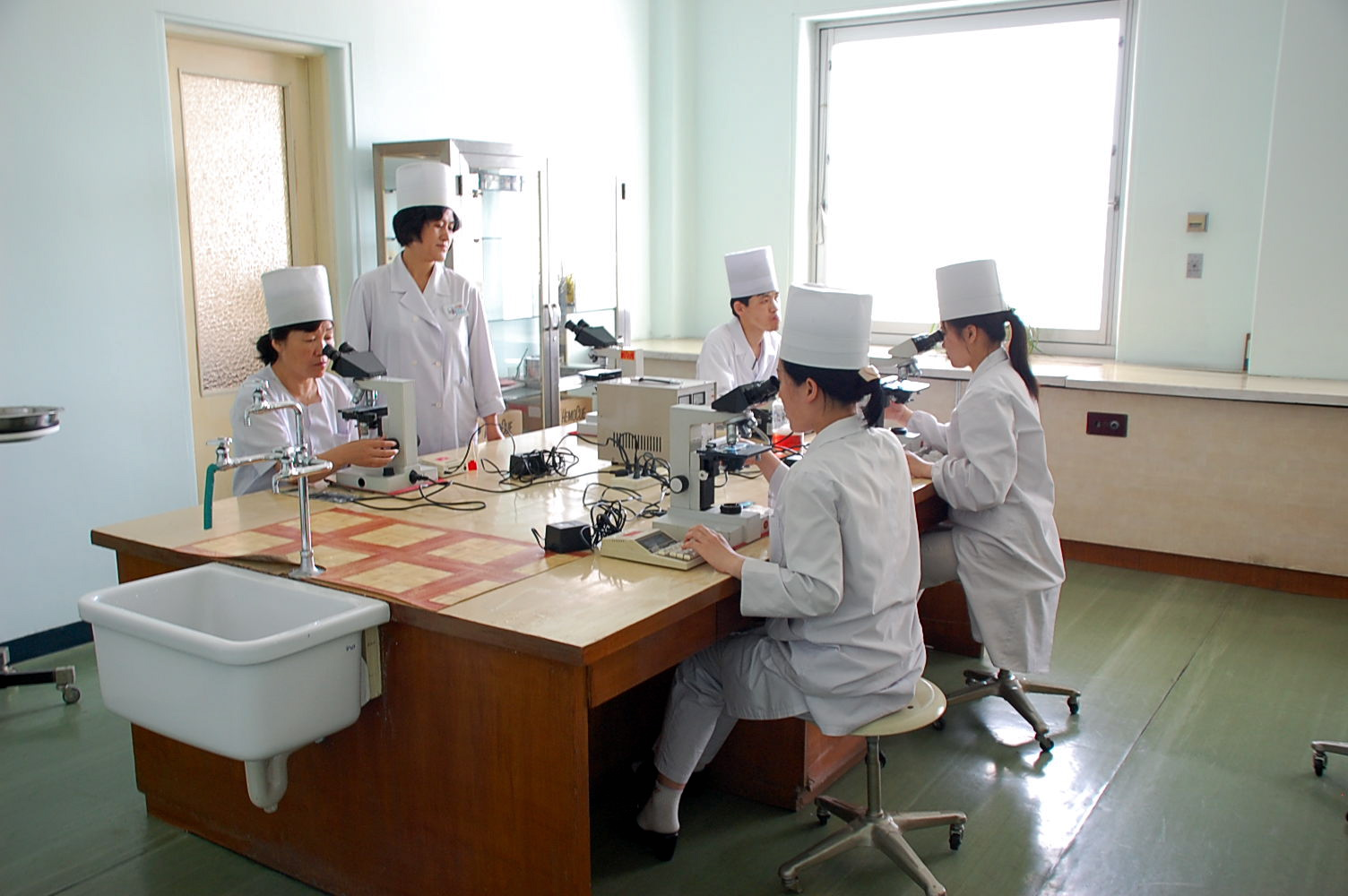
Mitarbeiter in der Entbindungsklinik Pjöngjang

Die Einwohner Nordkoreas haben eine durchschnittliche Lebenserwartung von 71,69 Jahren (Stand: 2016). Obwohl Nordkorea zu den einkommensschwachen Ländern zählt, ist die häufigste Todesursache unterschiedlich zu anderen einkommensschwachen Ländern. Stattdessen sind Herz-Kreislauf-Erkrankungen für zwei Drittel aller Tode verantwortlich.
Eine Studie aus dem Jahr 2013 gab an, dass vor allem der Mangel an gültigen und zuverlässigen Gesundheitsdaten Schwierigkeiten bei der genauen Einschätzung des Gesundheitsstatus Nordkoreas bereitet.

## Gesundheitssystem
Die Regierung Nordkoreas bietet allen Bürgern eine allgemeine Krankenversicherung.
Im Jahr 2001 gab Nordkorea 3 % seines Bruttoinlandprodukts (BIP) für das Gesundheitssystem aus. Seit den 1950er Jahren legt Nordkorea einen hohen Wert auf Krankenversicherung, und zwischen 1955 und 1986 wuchs die Anzahl an Krankenhäusern von 285 auf 2401 und die Anzahl von Ambulanzen – von 1020 auf 5644. Besondere Gesundheitsversorgung existiert hauptsächlich in Städten, wo auch Apotheken häufig anzutreffen sind. Notwendige Medikamente sind reichlich vorhanden. Es gibt Krankenhäuser, die an Fabriken und Minen angeschlossen sind.
Die meisten Krankenhäuser, die heute in Nordkorea existieren, wurden in den 1960er und 1970er Jahren gebaut. Während der Herrschaft Kim Il-sungs wurden verpflichtende Vorsorgeuntersuchungen und Impfkampagnen eingeführt. Das Land konnte aufgrund der niedrigen Löhne ein großes Ärzteteam tragen. Die Zahl an Ärzten ist heute noch hoch; jedoch mangelt es an Krankenpflegern, was bedeutet, dass Ärzte oft Routinetätigkeiten nachgehen.
Aufgrund von Naturkatastrophen, ökonomischen Problemen, Lebensmittelknappheit und Stromausfällen leidet das Gesundheitssystem seit den 1990er Jahren unter starken Verlusten der Infrastruktur. Im Jahr 2001 mangelte es an notwendigen Arzneimitteln, Equipment und Wasser aufgrund der ökonomischen Handelssperre, die die USA auferlegt hatte. Stromknappheit bleibt das größte Problem. Selbst wenn fortgeschrittenes Equipment vorhanden wäre, würde sich dieses aufgrund des Mangels an elektrischer Energie als nutzlos erweisen.

## Gesundheitsstatus

### Lebenserwartung
Nordkorea hat eine durchschnittliche Lebenserwartung von 71,69 Jahren (Stand: 2016).
| Zeit      | Durchschnittl. Lebenserwartung in Jahren | Zeit      | Durchschnittl. Lebenserwartung in Jahren |
| --------- | ---------------------------------------- | --------- | ---------------------------------------- |
| 1950–1955 | 37,6                                     | 1985–1990 | 68,6                                     |
| 1955–1960 | 49,9                                     | 1990–1995 | 70,0                                     |
| 1960–1965 | 51,6                                     | 1995–2000 | 63,5                                     |
| 1965–1970 | 57,2                                     | 2000–2005 | 68,1                                     |
| 1970–1975 | 61,7                                     | 2005–2010 | 68,4                                     |
| 1975–1980 | 65,0                                     | 2010–2015 | 70,8                                     |
| 1980–1985 | 67,1                                     |           |                                          |

Quelle: UN World Population Prospects

### Unterernährung
In den 1990er Jahren wurde Nordkorea von einer Hungersnot heimgesucht, die den Tod von 500.000 bis 3.000.000 Menschen verursachte. Die Nahrungsmittelknappheit dauert bis heute an, und Faktoren wie schlechtes Wetter, Mangel an Düngemitteln und ein Rückgang der internationalen Spenden bedeuten, dass Nordkoreaner nicht genug zu essen haben. Eine 2008 bei Nordkoreanern durchgeführte Studie ergab, dass drei Viertel der Befragten ihre Nahrungsaufnahme reduziert hatten. Extreme Armut ist auch ein Faktor für den Hunger, dem Nordkoreaner ausgesetzt sind. 27 % der Bevölkerung leben an oder unterhalb der absoluten Armutsgrenze von weniger als 1 US-Dollar pro Tag.